# Bisdom Cruz das Almas
Het bisdom Cruz das Almas (Latijn: Dioecesis Crucis Animarum) is een rooms-katholiek bisdom met als zetel Cruz das Almas, in Brazilië. Het bisdom is suffragaan aan het aartsbisdom São Salvador da Bahia.

## Geschiedenis
Het bisdom werd opgericht op 22 november 2017, uit delen van het aartsbisdom São Salvador da Bahia. 

## Parochies
Het bisdom had in 2021 een oppervlakte van 2.409 km2 en telde 329.580 inwoners waarvan 61,4% rooms-katholiek was.

## Bisschoppen
- Antônio Tourinho Neto (22 november 2017 - heden)

São Salvador da Bahia (aartsbisdom) · Alagoinhas · Amargosa · Camaçari · Cruz das Almas · Eunápolis · Ilhéus · Itabuna · Teixeira de Freitas-Caravelas